# Shabbetai Donnolo
Shabbetai Donnolo nació en el año 913 en Oria, Italia. Fue capturado por piratas sarracenos a la edad de 12 años, y fue rescatado por sus familiares, pasó el resto de su vida en el sur de Italia. Donnolo estudió medicina, farmacología, astronomía y astrología. Era buen conocedor del Talmud y conocía el hebreo, el arameo, el italiano, el griego, y el latín. Donnolo fue posiblemente la primera persona que escribió sobre medicina en la Europa cristiana. Su obra, el Séfer ha-Mirkachot, en español: el "Libro de los Remedios", también conocido como Séfer ha-Yakar, es un resumen de sus 40 años de experiencia médica. La obra incluía más de 100 remedios con instrucciones específicas para preparar los compuestos. Parece ser que no estaba familiarizado con la medicina árabe, ya que no hace mención de ella en su libro. Su reputación como médico quedó ensombrecida por sus escritos cosmológicos, el más importante de los cuales es el Séfer Hakhmoni. La farmacología y la medicina en el siglo X estaban muy unidas con la astrología y la cosmología. Donnolo tenía la idea de un Universo divinamente creado, con el hombre hecho a la imagen de Dios. Donnolo escribió en hebreo. Murió en el año 982, fue respetado y honrado, por sus contribuciones a la medicina.